# Assassin's Creed: Revelations (romanzo)
Assassin's Creed: Revelations è un romanzo scritto da Anton Gill (con lo pseudonimo di Oliver Bowden), basato sull'omonimo videogioco della Ubisoft. Nel Regno Unito è stato presentato originariamente il 24 novembre 2011 dalla Penguin Books. In Italia è stato pubblicato il 31 gennaio 2012, ed il libro è edito dalla Sperling & Kupfer. In questo romanzo si narrano le vicende di Ezio Auditore a Costantinopoli, oggi Istanbul.
Sul  sito ufficiale del gioco è disponibile un file compresso zip contenente un pdf con le prime 10 pagine del libro.

## Edizioni
- Oliver Bowden, Assassin's Creed: Revelations, Superbestseller, Sperling & Kupfer Editori, 2012,  p. 464, ISBN 978-88-200-5165-5.